# Flugplatz Pinkafeld
Flugplatz Pinkafeld är en privat flygplats i Österrike.   Den ligger i distriktet Oberwart och förbundslandet Burgenland, i den östra delen av landet, 90 km söder om huvudstaden Wien. Pinkafeld Airport ligger 403 meter över havet.